# Ludwigsorde (Hessen)

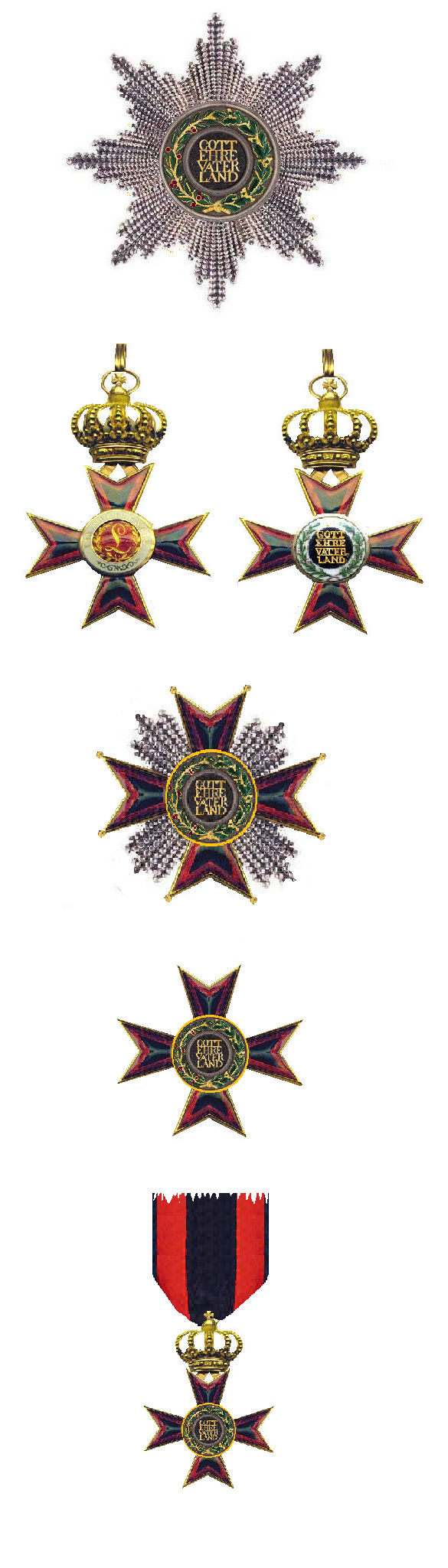
Versierselen

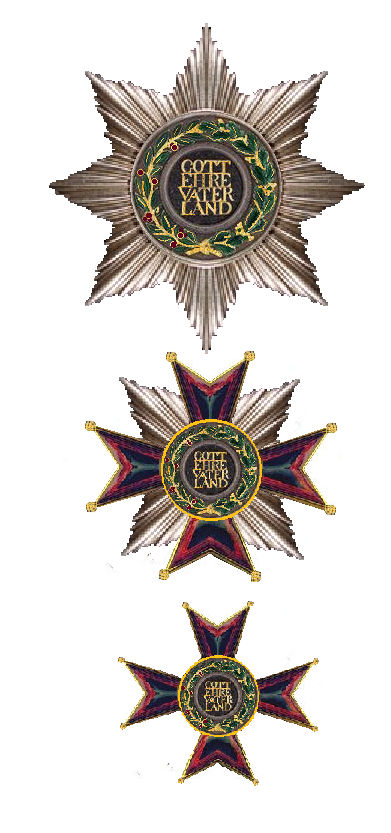
Versierselen uit 1912

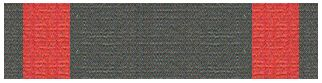
Lint van de Orde

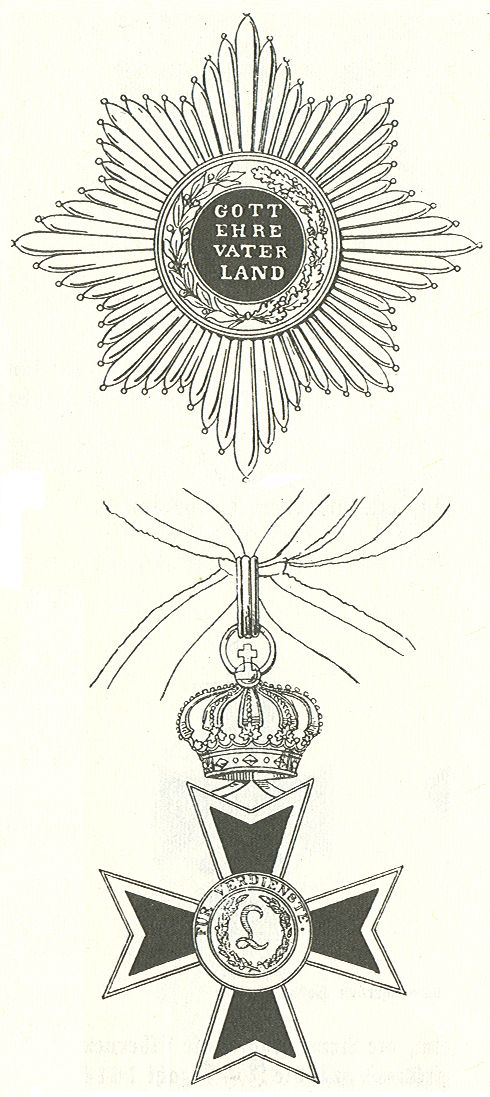
Ster en grootkruis van de Ludwigsorde

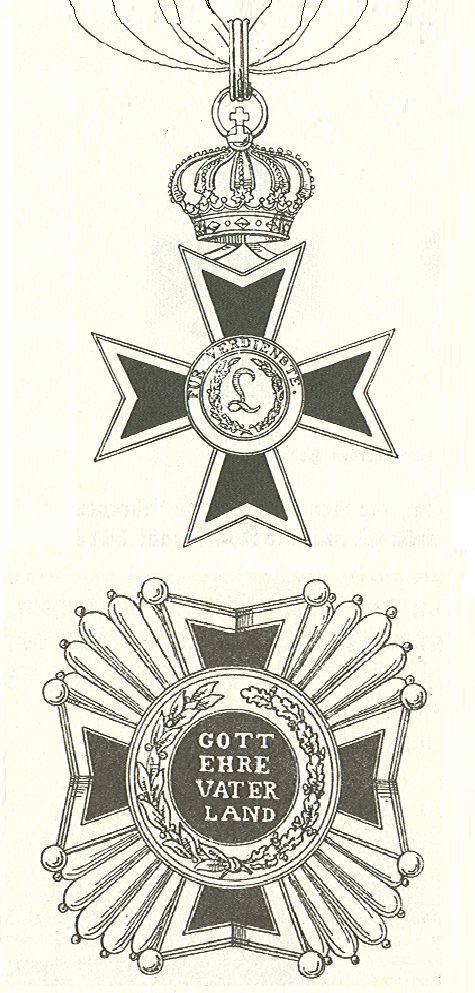
Commandeur der Eerste Klasse in de Hessische Ludwigsorde.

Groothertog Ludwig II van Hessen-Darmstadt stichtte op 25 augustus 1807 een Ludwigsorde (Duits: Ludwigsorden). Deze Orde van Verdienste kende vijf graden en een aan de Orde verbonden gouden en zilveren medaille en werd aan verdienstelijke militairen en burgers en wel "von den obersten Stufe bis auf die unterste" (Nederlands: "van hoog tot laag") te belonen. Een van de eerste Grootkruisen was Napoleon Bonaparte.
Merkwaardig genoeg bleef de Orde tot 14 december 1831 zonder statuten en zonder naam. De officiële naam was "Ludewigsorden" maar meestal wordt de orde ook in Duitsland "Ludwigsorden" genoemd.
In november 1918 kwam met de val van de Hessische groothertog ook een einde aan zijn ridderorden. De prinsen uit het Groothertogelijk Huis van Hessen zijn de orde wel blijven dragen.

## De graden van de Orde
De orde kreeg in stappen de gebruikelijker vijf graden van een moderne orde van verdienste. In de loop der jaren kwamen daar een keten (1917), een ridderkruis Ie klasse (1837) en medailles bij.
Gouden Keten
Ingevoerd in 1917.
Grootkruis
De Grootkruisen moesten van vorstelijke geboorte of ten minste excellenties zijn en droegen het kruis van de Orde aan een breed lint over de linkerschouder. Op de linkerborst droegen zij een achtpuntige zilveren ster met als medaillon het revers van het kruis met de woorden "GOTT EHRE VATERLAND". Er werden ook grootkruisen "met de Zwaarden" uitgereikt. Deze zijn uiterst zeldzaam.
Commandeur der Eerste Klasse
Ingevoerd in 1831.
De Commandeurs der Eerste Klasse,in het protocol overeenkomend met Grootofficieren, droegen het kruis om de hals en na 1855 op de linkerborst een kleine vierpuntige zilveren ster met daarop eveneens de achterzijde van het kruis van de Orde met de woorden "GOTT EHRE VATERLAND" maar met grote gouden ballen op de acht punten.
In het internationale diplomatieke protocol werd een dergelijke onderscheiding gelijkgesteld aan een Grootofficier.
Commandeur der Tweede Klasse
Zij droegen een kruis van de Orde aan een lint om de hals.
Ridder der Eerste Klasse
Ingevoerd in 1831.
Zij droegen een gouden kruis van de Orde aan een lint op de linkerborst en na 1912 als typisch Duits steckkreuz op de linkerborst. Deze graad werd in 1912 ingevoerd
Ridder der Tweede Klasse
Zij droegen een iets kleiner gouden kruis van de Orde aan een lint op de linkerborst.

## De versierselen van de Orde
Het kleinood is een zwart geëmailleerd achtpuntig Kruis van Malta met rode goudgezoomde randen. Het medaillon is rood met gouden initiaal L en een witte rand met de woorden "FÜR VERDIENST". Als verhoging dient een gouden beugelkroon. De sterren werden tot in het midden van de 19e eeuw geborduurd van zilverdraad maar werden daarna van massief zilver vervaardigd. Als schoonzoon en kleinzoon van de Britse Koningin Victoria droegen de Groothertogen Lodewijk IV en Ernst Lodewijk hun ster met een dichtgeknoopte gouden blauw geëmailleerde kousenband rond het medaillon van hun ster.
De juweliers leverden alle versierselen van deze orde steeds in de fijnste kwaliteit en gebruikten voor de kruisen rossig goud, dat wil zeggen een alliage van goud, zilver en wat koper. In het medaillon werd goudfolie onder doorzichtige glazuur gebruikt voor de letters en het gotische monogram "L". De laatste ridderkruisen uit 1918 waren van verguld en geëmailleerd zilver.

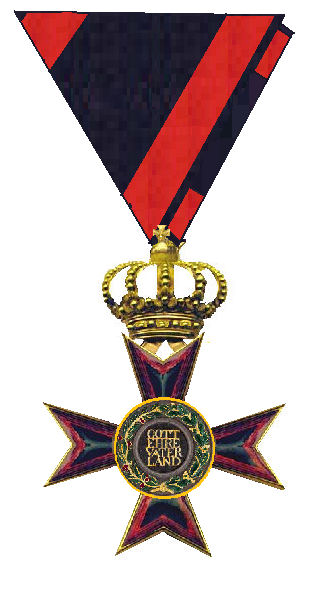
Ridderkruis uit 1866

Er zijn geborduurde sterren van zilver- en gouddraad en borduursel, zilveren sterren met gladde stralen en zilveren sterren met gebriljanteerde stralen bekend. De in 1855 ingevoerde sterren of borstkruisen van een Commandeur Ie Klasse wijken af van het model van het kruis omdat op de acht punten kleine gouden ballen zijn geplaatst. Er zijn verschillende modellen van deze ster bekend. Grootkruisen "met de Zwaarden" droegen ook twee gekruiste zwaarden op hun ster.
Alle kruizen waren gelijk van vorm en materiaal maar zij werden bij de lagere graden steeds kleiner. In bijzondere gevallen werden ook sterren en grootkruisen die met diamanten en robijnen werden versierd uitgereikt. Dergelijke onderscheidingen met briljanten zijn uiterst zeldzaam. Er zijn ook commandeurskruisen "met gekleurde stenen" bekend.
Het zijden lint van de Ludwigsorde was zwart met brede twee rode strepen. Er werden zoals zo vaak in Duitsland allerlei manieren gezien waarop het lint werd gedragen. De Groothertogen lieten zich met een driehoekig lint naar de Oostenrijkse mode portretteren. Hessen was in 1866 een bondgenoot van Oostenrijk in de Duitse Oorlog. Men droeg de Ludwigsorde ook aan korte linten die om kartonnen of koperen plaatjes waren gedragen. Op rokkostuums werden miniaturen aan linten of aan kettinkje gedragen.
Anders dan in de staten van het Keizerrijk Duitsland gebruikelijk heeft het Groothertogdom Hessen in het decoratiestelsel niet gekozen voor een ingewikkeld regime met zwaarden, zwaarden aan de ring en versieringen zoals strikken, eikenloof en kruisen van Genève.

## Dragers

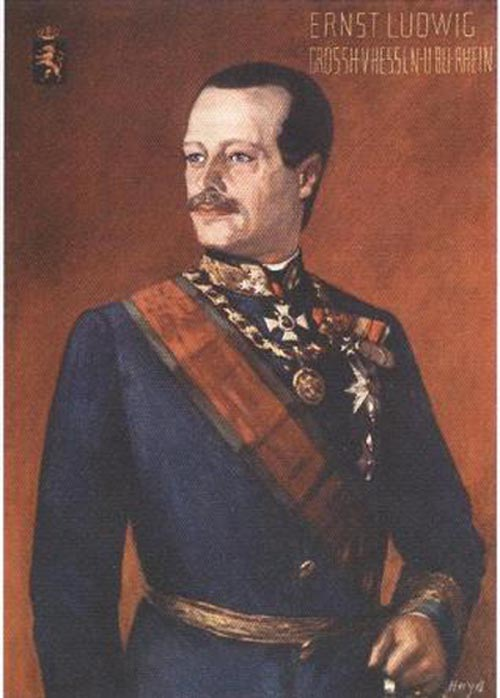
Groothertog Ernst Ludwig met ster en lint

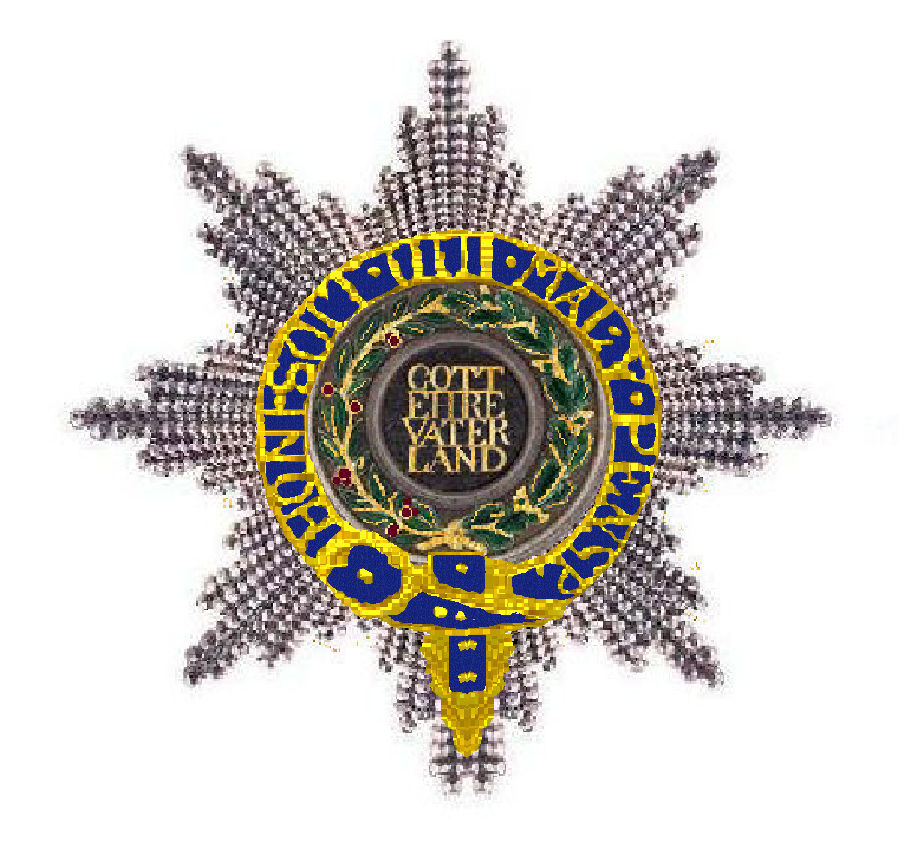
Ster met kousenband

Door de centrale ligging in Europa en de handige huwelijkspolitiek van de vorsten uit het Huis Hessen was het Hessische hof een van de centrale plaatsen in het 19e-eeuwse diplomatieke verkeer. De Hessische vorsten waren verwant aan het Britse, Deense, Noorse, Spaanse, Bulgaarse, Zweedse, Pruisische, Russische en Griekse koningshuis. De Ludwigsorde werd desondanks maar zelden uitgereikt. In 1910 waren 14 Grootkruisen, 5 Commandeurs der IIe Klasse, 9 Ridders Ie Klasse en 14 Ridders IIe Klasse, een drager van de gouden medaille en twee dragers van de zilveren medaille in leven.
De Hessische regering koos wanneer er gedecoreerd moest worden vaker voor de Orde van Philipp de Grootmoedige. Na 1915 was er ook de Orde van de Ster van Brabant maar deze heeft slechts drie jaar bestaan. De Hessische Orde van de Gouden Leeuw stond de Hessisch-Darmstadtse groothertogen na het uitsterven van de keurvorstelijke tak van het Huis Hessen in 1866 als huisorde ter beschikking en is eveneens zeldzaam.
Onder de gedecoreerden zijn ook Pruisische militaire en politieke leiders die Hessen in 1866 vernietigend versloegen maar in 1870 de Hessische troepen tijdens de Frans-Duitse Oorlog hebben aangevoerd.
- Wilhelm I van Pruisen (1838), Duits keizer (1871-1888) en koning van Pruisen (1861-1888).
- Alexander II van Rusland (1839) - (1855-1881).
- Adolph van Nassau (1843), hertog van Nassau (1839-1866), later groothertog van Luxemburg (1890-1905)
- Frans Jozef I van Oostenrijk (1851) - (1848-1916)
- Alexander Mikhailovich Gorchakov (1857) - Russisch minister van Buitenlandse Zaken en kanselier (1863-1882).
- Willem III der Nederlanden (1858), - koning der Nederlanden en groothertog van Luxemburg (1849–1890).
- Albert Eduard, prins van Wales en hertog van Saxen-Coburg-Gotha (1862) - later koning Eduard VII van het Verenigd Koninkrijk.
- Ludwig II van Beieren (1863) - (1864-1886)
- Leopold II van België (1865) - (1865-1909)
- Carol I van Roemenië (1869), - prins en later koning van Roemenië (1866-1914)
- Louis Mountbatten, 1st Marquess of Milford Haven (1870), een neef van Lodewijk III
- Alexander van Bulgarije, prins van Bulgarije (1870), een neef van Lodewijk III
- Otto von Bismarck (1871), kanselier van Duitsland en van Pruisen (1871-1890)
- Helmuth von Moltke de Oudere (1871)
- Karl Eberhard Herwarth von Bittenfeld (1871), Duits veldmaarschalk.
- Benedict Samuel Levi (1872, rabbijn in Giessen en hoogleraar aan de Universiteit van Würzburg.
- Karl Schlöss (1874), een Duits kunstenaar in Londen.

## De aan de orde verbonden medailles
In 1849 werden twee medailles verbonden aan de Ludwigsorde. Het ging om twee gouden en twee zilveren medailles die voor dapperheid en voor vijftigjarige trouwe dienst werden uitgereikt. In 1862 volgde een zilveren medaille voor het herhaaldelijk redden van mensenlevens. In 1869 werden medailles voor "veeljarige trouwe dienst", "voor verdienste" en voor "trouwe dienst" ingesteld.
Onder Ludwig III (1849 - 1889) werden 13 verschillende gouden en zilveren medailles geslagen.
- Gouden medaille met op de keerzijde de woorden "FÜR TAPFERKEIT". 1849
- Zilveren medaille met op de keerzijde de woorden "FÜR TAPFERKEIT". 1849
- Gouden medaille met op de keerzijde de woorden "FÜR FÜNFZIGJÄHRIGE TREUE DIENSTE". 1849
- Zilveren medaille met op de keerzijde de woorden "FÜR FÜNFZIGJÄHRIGE TREUE DIENSTE". 1849
- Gouden medaille met op de keerzijde de woorden "FÜR TREUE DIENSTE". 1849
- Zilveren medaille met op de keerzijde de woorden "FÜR TREUE DIENSTE". 1849
- Gouden medaille met op de keerzijde de woorden "FÜR VERDIENSTE". 1849
- Zilveren medaille met op de keerzijde de woorden "FÜR VERDIENSTE". 1849
- Gouden medaille met op de keerzijde de woorden "FÜR WIEDERHOLTE RETTUNG VON MENSCHENLEBEN". 1862
- Zilveren medaille met op de keerzijde de woorden "FÜR WIEDERHOLTE RETTUNG VON MENSCHENLEBEN". 1862
- Gouden medaille met op de keerzijde de woorden "FÜR VIELJÄHRIGE TREUE DIENSTE". 1869
- Zilveren medaille met op de keerzijde de woorden "FÜR VIELJÄHRIGE TREUE DIENSTE". 1869
- Gouden medaille met op de keerzijde de woorden "FÜR LANGJÄHRIGE TREUE DIENSTE". 1869
- Zilveren medaille met op de keerzijde de woorden "FÜR LANGJÄHRIGE TREUE DIENSTE". 1869

Onder Ludwig IV (1889 - 1894) werden 5 verschillende gouden, verguld zilveren en zilveren medailles geslagen.
- Gouden medaille met op de keerzijde de woorden "FÜR FÜNFZIGJÄHRIGE TREUE DIENSTE". 1889
- Verguld zilveren medaille met op de keerzijde de woorden "FÜR FÜNFZIGJÄHRIGE TREUE DIENSTE". 1889
- Zilveren medaille met op de keerzijde de woorden "FÜR FÜNFZIGJÄHRIGE TREUE DIENSTE". 1889
- Gouden medaille met op de keerzijde de woorden "FÜR TREUE DIENSTE". 1889
- Verguld zilveren medaille met op de keerzijde de woorden "FÜR TREUE DIENSTE". 1889
- Zilveren medaille met op de keerzijde de woorden "FÜR TREUE DIENSTE". 1889

Onder Ernst Ludwig (1894 - 1918) werden 8 verschillende verguld zilveren en zilveren medailles geslagen.
- Verguld zilveren medaille met op de keerzijde de woorden "FÜR FÜNFZIGJÄHRIGE TREUE DIENSTE". 1894
- Zilveren medaille met op de keerzijde de woorden "FÜR FÜNFZIGJÄHRIGE TREUE DIENSTE". 1894
- Verguld zilveren medaille met op de keerzijde de woorden "FÜR LANGJÄHRIGE TREUE DIENSTE". 1894
- Zilveren medaille met op de keerzijde de woorden "FÜR LANGJÄHRIGE TREUE DIENSTE". 1894
- Verguld zilveren medaille met op de keerzijde de woorden "FÜR TREUE DIENSTE". 1894
- Zilveren medaille met op de keerzijde de woorden "FÜR TREUE DIENSTE". 1894
- Verguld zilveren medaille met op de keerzijde de woorden "FÜR VERDIENSTE". 1894
- Zilveren medaille met op de keerzijde de woorden "FÜR VERDIENSTE". 1894

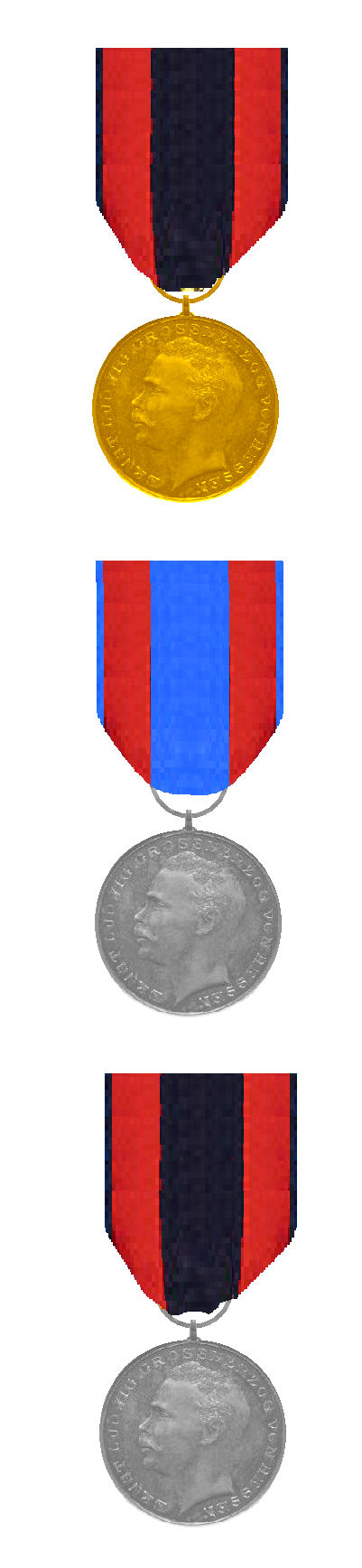
Medailles

De oorsprong van de medailles was het "Allgemeines Ehrenzeichen" dat op 25 september 1843 door Ludwig II van Hessen werd ingesteld als een beloning voor verdienste op civiel gebied. In alle Duitse staten ontstonden aan het begin van de 19e eeuw dergelijke algemene eretekens die werden toegekend wanneer men niet voor een ridderorde in aanmerking kwam. Het Pruisische Algemeen Ereteken heeft model gestaan voor deze nieuwe klasse van onderscheidingen. De standenstaat en het standsverschil leefden nog sterk en men achtte het onwenselijk om een onderofficier, een middenstander, een lagere ambtenaar of iemand die met zijn handen werkt in een orde op te nemen. Het gouden Algemene Ereteken moest aan een helblauw lint met rode bies op de linkerborst worden gedragen.
Ludwig II heeft het Ereteken niet toegekend.
Na zijn dood heeft Ludwig III van Hessen op 14 november 1849 bepaald dat het Ereteken de vorm zou krijgen van een zilveren of gouden medaille die "Allgemeines Ehrenzeichen" werden genoemd. De Groothertog stelde op 14 november 1849 ook de statuten waarin het gebruik van de medailles werd geregeld vast. De eerste medailles werden in het voorjaar van 1849 als "Allgemeines Ehrenzeichen" uitgereikt. De gouden medailles werden "Goldene Zivil-Ehrenmedaillen" genoemd. Het zilveren Algemene Ereteken werd aan een zwart lint met rode bies op de linkerborst worden gedragen. De gouden medaille werd aan een helblauw lint met brede rozerode strepen op de linkerborst gedragen.
Men droeg de zilveren medaille aan een zwart lint met rozerode bies op de linkerborst.
Op 22 februari 1853 kreeg ook de Gouden Medaille voor Burgerlijke Verdienste statuten. De medaille werd met de exclusieve Ludwigsorde verbonden en heette in het vervolg "Verdienstmedaille des Ludewigsordens" en nog later "Goldene Medaille des Großherzoglich-Hessischen Ludewigsordens". In de jaren 1853 tot 1859 werden alleen gouden medailles uitgereikt. De medailles werden aan het lint van de Ludwigsorde gedragen.
Op 25 oktober 1859 werd vastgelegd dat de zilveren medailles opnieuw zouden worden verleend. De regels werden in eigen statuten vastgelegd en ook deze medaille werd aan de Ludwigsorde verbonden. De zilveren medaille zou aan "personen zonder bijzondere rang worden uitgereikt voor voortreffelijke dienst, roemvolle handelingen en bijzondere prestaties. De zilveren medailles werden aan een zwart lint met rozerode bies op de linkerborst gedragen.
Sinds 1894 droegen de medailles de kop van Groothertog Ernst Ludwig van Hessen. De massief gouden medailles werden in 1894 door verguld zilveren medailles vervangen die 90% goedkoper waren. Het vervangen van de gouden medailles en eretekens door verguld zilveren versierselen vond in die jaren overal in Duitsland plaats. Het lint bleef dat van de Ludwigsorde.
De medailles kregen in 1894 op de voorzijde het portret van Ernst Ludwig van Hessen met het rondschrift " – ERNST – LUDWIG – GROSSHERZOG – VON – HESSEN -". Op de keerzijde stond "FÜR FÜNFZIGJÄHRIGE TREUE DIENSTE -, – FÜR LANGJÄHRIGE TREUE DIENSTE -, – FÜR TREUE DIENSTE – of – FÜR VERDIENSTE -". De tekst was door een ronde krans van lauweren en eikenblad omkranst.
Tussen de zilveren en gouden medailles en de algemene eretekens is, afgezien van het lint en de tekst op de achterzijde, geen verschil.